# Cratere Pai
Pai è un cratere sulla superficie di Marte.